# Bernd Riexinger

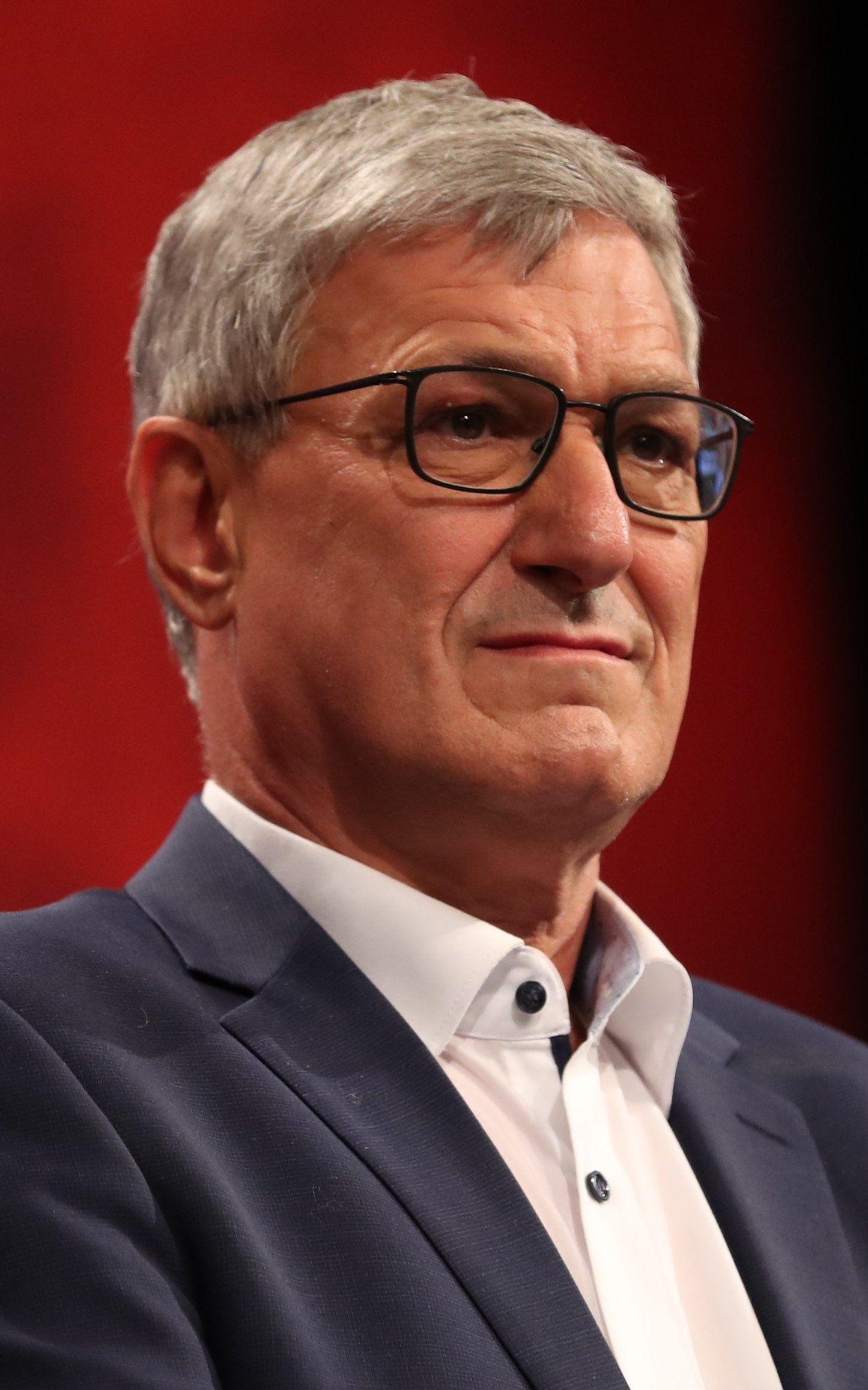
Bernd Riexinger (2018)

Bernd Karl Riexinger (* 30. Oktober 1955 in Leonberg) ist ein deutscher Politiker der Partei Die Linke und ver.di-Gewerkschaftssekretär. Bis zu deren Verschmelzung mit der damaligen PDS war er Mitglied der WASG, und er war vom 2. Juni 2012 bis zum 27. Februar 2021 zusammen mit Katja Kipping einer der beiden Parteivorsitzenden der Nachfolgepartei Die Linke. Von 2017 bis 2025 war er Mitglied des Deutschen Bundestages.

## Herkunft und Ausbildung
Riexinger entstammt nach eigenen Angaben einer Arbeiterfamilie. Als überzeugter Pazifist hat er den Wehrdienst verweigert. Riexinger wurde nach der Haupt- und Handelsschule zum Bankkaufmann ausgebildet und war bis 1980 in seinem erlernten Beruf bei der Leonberger Bausparkasse tätig. Von 1980 bis 1990 war er freigestellter Betriebsrat bei der Leonberger Bausparkasse und bildete sich in Arbeits-, Tarif- und Sozialrecht weiter. Seit 1991 ist er Gewerkschaftssekretär. Riexinger ist ein Mitglied der Initiative zur Vernetzung der Gewerkschaftslinken und beteiligt sich an der Sozialforumsbewegung in Deutschland. Riexinger war Geschäftsführer des Bezirks Stuttgart der Gewerkschaft ver.di.

## Linken-Politiker seit 2007
Er war Mitglied des Interimslandesvorstands der Partei Die Linke in Baden-Württemberg. Davor war er Vorsitzender des Landesverbands Baden-Württemberg der WASG und später Mitglied des geschäftsführenden Landesvorstands der Partei Die Linke in Baden-Württemberg. Riexinger steht der Sozialistischen Linken nahe, einer gewerkschaftsnahen, linkssozialistischen und vom Bundesamt für Verfassungsschutz als linksextremistisch eingestuften Parteiströmung, und wird deshalb zum linken Flügel gezählt.
Riexinger gehörte 2003 zu den Initiatoren von Protesten gegen die von der damaligen Bundesregierung aus SPD und Bündnis 90/Die Grünen eingeführte Agenda 2010.

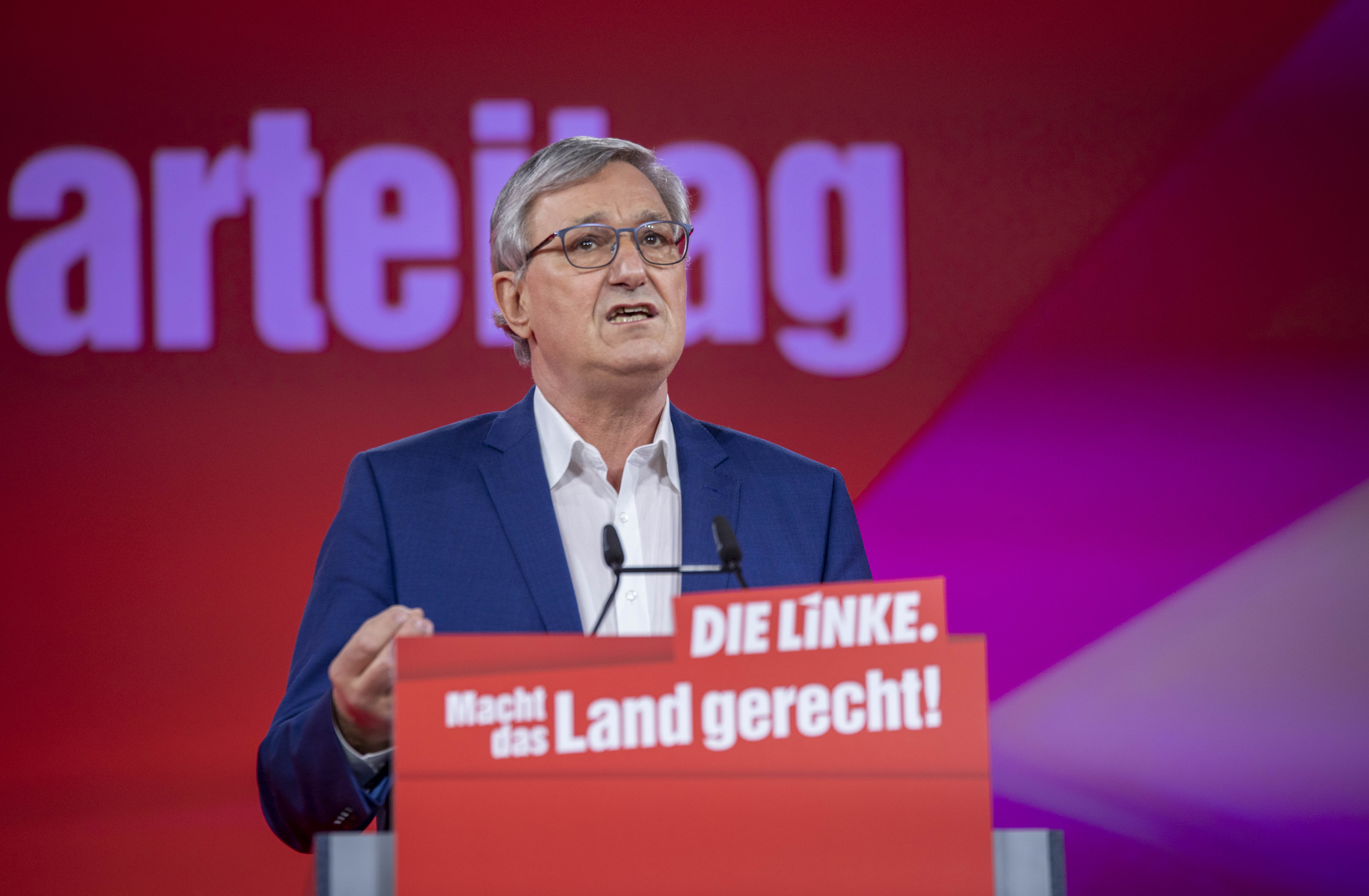
Bernd Riexinger (2021)

Am 30. Mai 2012 gab Riexinger seine Kandidatur für den Bundesvorsitz der Partei Die Linke bekannt und wurde am 2. Juni 2012 mit 53,5 % der Stimmen zu einem der beiden Bundesvorsitzenden gewählt. Er setzte sich dabei gegen Dietmar Bartsch durch.  Er wurde sowohl auf dem Berliner Parteitag im Mai 2014 mit 90 % als auch auf dem Parteitag in Magdeburg 2016 mit 79 % als Parteivorsitzender bestätigt. Im Juni 2018 wurde er auf dem Parteitag in Leipzig mit einem Ergebnis von 74 % erneut wiedergewählt. Die Doppelspitze teilte er sich ab 2012 mit Katja Kipping.
Im Juni 2015 wurde er mit Gökay Akbulut als „Spitzenduo“ für die baden-württembergische Landtagswahl im März 2016 nominiert. Landeslisten der Parteien gab es zu der Zeit nicht; MdL wurden in einzelnen Wahlkreisen gewählt. Riexinger erreichte im Landtagswahlkreis Stuttgart IV mit 5,9 % den sechsten Platz; die Linken verfehlten mit landesweit 2,9 % deutlich den Einzug in den Landtag von Baden-Württemberg. Auf dem Parteitag im Februar 2021 kandidierten Riexinger und Kipping nicht mehr für den Parteivorsitz; ihre Nachfolgerinnen wurden Janine Wissler und Susanne Hennig-Wellsow.
Riexinger ist seit 2022  Mitglied des Vorstandes der Rosa-Luxemburg-Stiftung.

## Bundestagsabgeordneter seit 2017
2017 wurde Bernd Riexinger über die Landesliste der Linke Baden-Württemberg zum Mitglied des Bundestages gewählt und errang mit 62 Jahren erstmals in seiner Politikerkarriere ein Abgeordnetenmandat. Im 19. Deutschen Bundestag war Riexinger stellvertretendes Mitglied im Finanzausschuss, sowie im Ausschuss für Wirtschaft und Energie.
Bei der Bundestagswahl 2021 wurde er über Platz 1 der Landesliste erneut in den Deutschen Bundestag gewählt.
Bei der Bundestagswahl 2025 trat er nicht erneut an.

## Politische Positionen
Riexinger forderte im November 2013 Asyl für den Whistleblower Edward Snowden. Im Oktober 2016 bezeichnete er Frank-Walter Steinmeier als Bundespräsidentenkandidat als „unwählbar“. Diese Position begründete er mit Steinmeiers Beteiligung an der Umsetzung der Agenda 2010, als deren „Architekt“ Riexinger ihn sieht.

### Europäische Positionen
In der EU-Politik wendet sich Riexinger gegen eine Rückkehr zu nationalen Währungen und „Exit-Illusionen“. Er hält auch die Forderungen nach einem europäischen Währungssystem mit koordinierten nationalen Währungen für einen „gefährlichen Irrweg“. Damit stellt sich Riexinger gegen entsprechende Konzepte von Heiner Flassbeck, Wolfgang Streeck, Jean-Luc Mélenchon, Stefano Fassina, Oskar Lafontaine oder Sahra Wagenknecht. Es gelte vielmehr „gegen die neoliberale EU und den grassierenden Rechtspopulismus und Neofaschismus in Europa einen dritten Pol zu bilden: konsequent solidarisch, internationalistisch, radikal demokratisch und klassen-orientiert für eine Neugründung Europas von unten“. Hierzu seien über Grenzen hinweg gemeinsame Interessen der Lohnabhängigen zu formulieren und die Kräfte für ein anderes Europa zu stärken und zu bündeln.
Im April 2020 sprach sich Riexinger angesichts der COVID-19-Pandemie auf europäischer Ebene für die Einführung sogenannter Coronabonds aus. Er begründete dies damit, dass Deutschland als „wirtschaftlich stärkstes Land in Europa mit einer starken Exportorientierung“ kein Interesse daran haben könne, dass beispielsweise Spanien oder Italien durch die Folgen der Pandemie „ins Bodenlose fallen“. Davon würden laut Riexinger vor allem EU-kritische und rechtspopulistische Kräfte profitieren.

### Asylpolitik
Beim Parteitag im Juni 2018 in Leipzig setzte er sich für „sichere, legale Fluchtwege und offene Grenzen“ ein und distanzierte sich damit inhaltlich von der Fraktionsvorsitzenden Sahra Wagenknecht, die diese Position als „weltfremd“ bezeichnete.

### Klimaschutz
Riexinger erklärte im Juli 2019 gegenüber der Funke Mediengruppe, dass angesichts der Erderhitzung alle Fluggesellschaften verstaatlicht werden müssen. Aufgrund der dramatischen gesellschaftlichen Folgen des Luftverkehres dürfe dieser nicht marktwirtschaftlich und unreguliert bleiben. Es hänge mit der Zulassung der Privatisierung des ehedem besser regulierten und in öffentlicher Hand befindlichem Flugmarktes zusammen, dass ein wilder Konkurrenzkampf zulasten des Klimas und der Beschäftigten entstanden sei.

„Klimaschutz ist eine Frage der sozialen Gerechtigkeit. Es gibt keinen Klimaschutz ohne soziale Gerechtigkeit, aber auch keine soziale Gerechtigkeit ohne Klimaschutz.“

## Kontroversen
Riexinger geriet in die Kritik, nachdem er im März 2020 bei einer Podiumsdiskussion im Rahmen einer Strategiekonferenz der Partei in Kassel auf die nicht ernst gemeinte Äußerung aus dem Publikum „Energiewende ist auch nötig nach ’ner Revolution. Und auch wenn wir das eine Prozent der Reichen erschossen haben, ist es immer noch so, dass wir heizen wollen, wir wollen uns fortbewegen“ antwortete: „Wir erschießen sie nicht, wir setzen sie schon für nützliche Arbeit ein“. Nach „heftigen Diskussionen“, Rücktrittsforderungen und auch parteiinterner Kritik entschuldigte sich Riexinger. Er bezeichnete den Redebeitrag als inakzeptabel wenn auch „erkennbar ironisch“, bedauerte aber, ihn nicht sofort unmissverständlich zurückgewiesen zu haben.
Während des Bundestagswahlkampfes 2021 kritisierte Riexinger die Parteikollegin Sahra Wagenknecht für ihr Buch Die Selbstgerechten, mit dem sie die Vernachlässigung traditioneller Interessen der Arbeiterschaft und Erwerbslosen anprangerte. Er bezeichnete einige ihrer Thesen als „ziemlichen Quatsch“, „völlig falsch“, „ordoliberal“, „weitestgehend faktenlos“, „spießig-reaktionär“ und als eine „dürftige Analyse“. Dies wiederum brachte Riexinger Kritik von Fabio De Masi und Diether Dehm ein, die Riexinger vorwarfen, damit Die Linke weiter zu schwächen. Ebenso kritisierte die Alternativgewerkschaft Social Peace Riexingers Aussagen; Wagenknecht sei „die letzte Hoffnung der Arbeiter im demokratischen Spektrum“.

## Veröffentlichungen und Reden (Auswahl)
- mit Klaus Dörre, Michael Wendl, Werner Wild: ver.di – Eine neue Gewerkschaft?, Supplement der Zeitschrift Sozialismus 11/99
- mit Werner Sauerborn: Gewerkschaften in der Globalisierungsfalle: vorwärts zu den Wurzeln! In: Supplement der Zeitschrift Sozialismus, Hamburg, 2004.
- Auswege aus der politischen Krise der Gewerkschaften. In: Utopie kreativ. Januar 2000.
- Es reicht! Alle gemeinsam gegen Sozialkahlschlag! Bundesweite Demonstration am 1. November in Berlin. (PDF; 194 kB) In: labournet.de. Bündnis gegen Sozialkahlschlag, 15. September 2003.
- Rede auf der bundesweiten Demonstration gegen die Agenda 2010. In: labournet.de. 1. November 2003.
- Perspektiven des Protestes gegen Sozialabbau. In: Sozialismus. Januar 2004.
- Neue Streikkultur: Praxisbeispiele aus Stuttgart. In: Luxemburg. Gesellschaftsanalyse und linke Praxis. Heft 14 4/2011, Dezember 2011.
- Arbeitszeitverkürzung. Neue Perspektiven aus den Kämpfen entwickeln. In: Luxemburg. Gesellschaftsanalyse und linke Praxis. Heft 14 4/2012, Dezember 2012.
- mit Katja Kipping: Die kommende Demokratie: Sozialismus 2.0. In: die-linke.de. 24. April 2015 (veröffentlicht unter anderem in Neues Deutschland, 24. April 2015).
- Gegenmacht und linke EU-Kritik statt Exit-Illusionen. In: Neues Deutschland. 29. Oktober 2016, archiviert vom Original (nicht mehr online verfügbar) am 30. Oktober 2016.
- Neue Klassenpolitik. Solidarität der Vielen statt Herrschaft der Wenigen. VSA Verlag, Hamburg 2018, ISBN 978-3-89965-827-9.
- System Change. Plädoyer für einen linken Green New Deal – Wie wir den Kampf für eine sozial- und klimagerechte Zukunft gewinnen können. VSA Verlag, Hamburg 2020, ISBN 978-3-96488-067-3.